# Cristina Bazán
Cristina Bazán foi uma telenovela porto-riquenha produzida pela Telemundo em 1978, protagonizada por José Luis Rodríguez e Johanna Rosaly no papel-título, contando com participações antagônicas de Esther Sandoval e Luis Daniel Rivera, Adaptação de Manuel G. Piñera e baseada na história original de Inés Rodena.  

## Enredo
A trama gira em torno de Cristina Bazán, uma jovem que cresceu em um colégio interno com sua irmã Âmbar, uma mulher má e invejosa. Cristina acredita que sua mãe é uma mulher bem-sucedida e ocupada, porém, ela não sabe que no passado, sua mãe foi obrigada a lhe abandonar após ir para a prisão. Âmbar é noiva de Rodolfo, porém, o engana com seu melhor amigo Miguel Ângelo, um doutor em medicina. Submissa à irmã e a madrasta, Cristina é apaixonada em silêncio por Rodolfo, que pouco a pouco, passa a ver a jovem com os mesmos olhos, enquanto a mesma é sempre maltratada por sua irmã e sua madrasta Rosaura.

## Exibição no Brasil
Cristina Bazan foi exibida no Brasil pela TVS (Hoje SBT) entre 24 de janeiro e 23 de julho de 1983 às 19h50, substituindo Os Ricos Também Choram e sendo substituída por Amor Cigano. Foi a segunda telenovela latina exibida no Brasil e pelo SBT, convertendo-se em um grande sucesso marcando 14 pontos de audiência. 
Foi reprisada entre 3 de junho e 28 de setembro de 1985, às 20h30, substituindo Estranho Poder e sendo substituída por Soledade. 
Foi mais uma vez reprisada na faixa Novelas da Tarde entre 15 de junho e 13 de novembro de 1987, às 15h30, substituindo Viviana, em Busca do Amor e sendo substituída por Estranho Poder.

## Elenco
- José Luis Rodríguez - Rodolfo Alcántara
- Johanna Rosaly - Cristina Bazán
- Orville Miller - César Sandoval
- Alejandra Pinedo - Teresa Alsina
- Gilda Haddock - Ambar Alsina
- Maribella García - Laura Bazán
- Luis Daniel Rivera - Dr. Miguel Ángel Font
- Alba Nydia Díaz - Taina
- Michell Corbiere - Miguelito
- Elsa Román - Madre Superiora
- Esther Sandoval - Rosaura de Alsina
- Walter Rodríguez - Germán
- Marcos Betancourt - lalo
- Georgina Borri
- Maruja Mas
- Rosita Sustache
- Héctor Travieso - Nacho
- Benjamin Morales
- Adamari Lopez

## Remake
- Em 2011 foi realizada uma refilmagem no Peru, pela ATV, chamada Ana Cristina com Segundo Cernadas e Karina Jordan.